# Радченко Володимир Васильович
Радченко Володимир Васильович — український гірничий інженер, технічний керівник вугільної галузі, фахівець в галузі розробки корисних копалин, організатор виробництва, вчений в галузі гірництва, кандидат технічних наук.

## Освіта
У 1969 р. закінчив Селидівський гірничий технікум.
У 1969—1971 рр. служив у лавах Радянської Армії.
У 1979 р. без відриву від виробництва закінчив Донецький політехнічний інститут.
У 1994 р. захистив дисертацію на здобуття наукового ступеня кандидата технічних наук.

## Кар'єра
Трудову діяльність розпочав у 1968 р. підземним електрослюсарем шахти № 40 (пізніше шахти «Гірник») тресту «Селидіввугілля».
З 1971 по 1988 р. працював гірничим майстром, механіком видобувної дільниці, начальником дільниці, заступником директора з виробництва, головним інженером шахти і шахтоуправління, директором шахтоуправління «Курахівське» ВО «Селидіввугілля», заступником генерального директора з виробництва, а з 1990 р. — генеральним директором ВО «Селидіввугілля».
З 1994 по 1996 р. — заступник Міністра вугільної промисловості України.
З листопада 1996 по серпень 1997 р. — директор інституту «УкрНДІпроект».
З серпня 1997 по квітень 2000 р. — перший заступник Міністра вугільної промисловості України.
З 2000 по 2001 р. — перший заступник директора — головний інженер інституту «УкрНДІпроект».
У 2001—2005 рр. — перший заступник Голови Державного комітету України з нагляду за охороною праці.
У 2006—2007 рр. — заступник, потім перший заступник Міністра вугільної промисловості України.
У 2008 р. — заступник директора підприємства «Відділення вугілля, горючих сланців і торфу Академії гірничих наук України».
2008—2009 рр. — перший заступник директора департаменту ЗАТ «Донецьксталь — металургійний завод».
З 2010 по 2016 р. — директор інституту «УкрНДІпроект».
З 2010 по 2019 р. також був головним редактором журналу «Уголь Украины».